# Aleksej Inokentjevič Antonov
Aleksej Inokentjevič Antonov (rusko Алексе́й Инноке́нтьевич Анто́нов), sovjetski general, * 28. september (15. september, ruski koledar) 1896, Grodno, Ruski imperij (danes Belorusija), † 18. junij 1962, Moskva, Sovjetska zveza (danes Rusija).

## Življenje
Antonov je bil višji generalštabni častnik, saj je bil med drugo svetovno vojno načelnik štabov več front, načelnik operacijskega štaba vrhovnega štaba Rdeče armade. Februarja 1945 je bil postavljen za načelnika generalštaba Rdeče armade.
Bil je tudi član sovjetske delegacije na jaltski konferenci in potsdamski konferenci.

## Odlikovanja in priznanja
- red zmage (4. junij 1945)